# Orizare
Orizare (bułg. Оризаре) – wieś w Bułgarii, w obwodzie Burgas, w gminie Nesebyr. W 2023 roku liczyła 1577 mieszkańców.